# War FTP Daemon
War FTP Daemon (comúnmente llamado warftp o warftpd) es un servidor FTP gratuito, disponible para Windows. Al momento de su lanzamiento en 1996, fue el primer servidor FTP gratuito disponible en dicho sistema operativo. Su última versión, 1.82 RC 13, fue lanzada el 13 de septiembre de 2009.
War FTP Daemon ha recibido numerosos premios y reconocimientos a lo largo de los años, y a pesar de considerarse desactualizado, es todavía muy popular. Desde sus primeras versiones, ha contado con gran cantidad de funciones y es considerado como un servidor FTP muy seguro.
Warftpd es programado y mantenido por su autor Jarle ("jgaa") Aase.